# アブー・イーサー・ムハンマド・ティルミズィー
アブー・イーサー・ムハンマド・ティルミズィー（アラビア語: أبو عيسى محمد بن عيسى بن سورة بن موسى بن الضحاك السلمي الترمذي, ラテン文字転写: Abū ‘Īsā Muḥammad b. ‘Īsā b. Sawra b. Mūsā b. al-Daḥḥāk al-Sulamī al-Tirmidhī）は9世紀のイスラーム法学者、伝承学者。ティルミズィーが編纂したハディース集『スナン』は、スンナ派六大法学伝承集のひとつとして、よく参照されている。

## 情報源
ティルミズィーの生涯に関する情報の情報源としては、後世の学者が書いたハディース学者の列伝、たとえば、ミッズィー（1341年没）の Tahdhīb al-kamāl や、ザハビー（1348年没）の Siyar a‘lām al-nubalā’ がある。

## 生涯
824年にティルミズ（テルメズ）郊外、ジーフーン川（アム川）沿いの村、ブーグ（Būgh）で生まれた。生家はアラブ部族のバヌー・スライマーンに属す。幼少期より村のウラマーを師匠としてイスラーム諸学の学習に熱心であり、20歳のときに旅に出て、ホラーサーン各地を巡ったのち、クーファ、バスラを経てヒジャーズに至った。旅をしながら膨大なハディース（預言者ムハンマドの言行に関する伝承）を集めた。892年10月9日に故郷の村で亡くなった。晩年のティルミズィーは盲目になったが、そうなった理由は神への畏れのあまり、あるいは、師のブハーリーの死を知って、泣きすぎたからと言われている。

## 評価
ティルミズィーは、ハディース学とイスラーム法学形成のキーパーソンであるブハーリーをはじめ、ムスリム・ブン・ハッジャージュ、アブー・ダーウード・スィジスターニーと比較しても、膨大なハディースを収集したことで知られている。
ティルミズィーは9つの著作を書いたが、現代まで散佚せず残ったものはそのうちの4つである。『集成』（Jami` at-Tirmidhi）の書名でよく知られる作品は、スンナ派六大伝承書の一書に数えられる、ハディース学において重要な著作である。 al-Ilal という著作は『集成』で採用した方法を開示する内容である。ハディース学における定義の多様性と正確な分類語彙は、ティルミズィーに帰せられるべきである。
ティルミズィーのハディースの提示方法は各ハディースの差異を比較可能に提示するものであって、スンナ派法学は以後、この方法を踏襲することになった。ティルミズィーは不自然にもアブー・ハニーファに言及しておらず、これはティルミズィーがラアイ（個人的見解）を採用することに反対の立場であったことの反映とみられる。ティルミズィーにより法学派間での意見の相違が育っていったともいえる。
もう一つのハディース集 al-Shamā’il al-Muhammadiyya では預言者ムハンマドの預言者性について紹介する。 Kitāb al-Zuhd あるいは Kitāb al-Asmā’ wa l-Kunā とも呼ばれる。
ハンバル法学派の一部には、ティルミズィーを非常に激しく非難する者もいる。例えば10世紀の法学者アブー・バクル・ハッラールは、ティルミズィーが収録したサハーバ・ムジャーヒドが伝えた預言者のイスラーに関するハディースを拒絶し、ティルミズィーがジャフミーヤ的異端に陥っているとした。